# Baeomorpha
Baeomorpha is een geslacht van vliesvleugeligen uit de familie Tetracampidae. De wetenschappelijke naam van dit geslacht is voor het eerst geldig gepubliceerd in 1937 door Brues.

## Soorten
Het geslacht Baeomorpha omvat de volgende soorten:
- Baeomorpha distincta Yoshimoto, 1975
- Baeomorpha dubitata Brues, 1937
- Baeomorpha elongata Yoshimoto, 1975
- Baeomorpha ovatata Yoshimoto, 1975